# Guilmi
Guilmi ist eine Gemeinde (comune) in Italien mit 417 Einwohnern (Stand: 31. Dezember 2023) in der Provinz Chieti in den Abruzzen. Die Gemeinde liegt etwa 46,5 Kilometer südsüdöstlich von Chieti entfernt und gehört zur Comunità montana Medio Vastese.

## Geschichte
Die Ortschaft wird erstmals 1012 urkundlich erwähnt.

## Persönlichkeiten
- Donato Racciatti (1918–2000), uruguayischer Bandoneonist, Bandleader und Tangokomponist